# Хазарска кореспонденция
Хазарската кореспонденция, както е позната в Западна Европа, или Еврейско-хазарската кореспондения по руски трактовки, или най-точно сефарадско-хазарската кореспонденция е събирателно название на три документа от средата на 10 век, запазени в/по по-късни преписи:
1. Писмо на равина от халифата на Кордова Исаак бар Шапрут (Хасдай) до хазарския цар (бег) Йосиф;
2. Отговора на писмото-запитване от цар (бег) Йосиф;
3. Фрагмент от отговора на цар (бег) Йосиф – по/от хазарски евреин (така наречения Кеймбриджки аноним или кратка версия на отговора).

Кореспонденцията се води на иврит. Съхранила се е под формата на по-късни преписи в редица средновековни ръкописи. Кореспонденцията е от особено значение, тъй като е единствения писмен източник от хазарски произход, разкриващ поглед отвътре къмто настъпилата юдаизация и историята на Хазарския каганат. В този смисъл е уникална със съдържащата се информация за политическата и религиозна история, социално-икономическата структура и география на Хазария, както и за отношенията ѝ със съседните страни - включително и с българите (с двете Българии по това време и с т.нар. черни българи, хазарски поданици).
Автентичността на кореспонденцията е вън от съмнение сред научната общност през 21 век.